# Camilla Perssen
Camilla Frederikke Perssen, född 1872, död 1943, var en dansk kvinnosakspolitiker.